# Władysław Głuchowski
Władysław Głuchowski (ur. 27 lipca 1911 w Lipniakach, zm. 19 stycznia 1941 w Sachsenhausen) – polski anarchosyndykalista i nauczyciel, współtwórca Polskiego Związku Wolności.

## Życiorys
Był synem Władysława Głuchowskiego i Berty Hübner. Absolwent wydziału historycznego. Nauczyciel Gimnazjum Białoruskiego w Wilnie. Od 1931 do 1932 był redaktorem „Życia Uniwersyteckiego”. Był także członkiem Związku Polskiej Młodzieży Demokratycznej oraz wydawcą miesięcznika „Smuga”.
Od 1934 do 1939 działał w Związku Związków Zawodowych (od 1935 sekretarz okręgu w Krakowie; od 1937 sekretarz okręgu w Częstochowie) oraz Anarchistycznej Federacji Polski. Publikował także we „Froncie Robotniczym”. 10 stycznia 1937 został aresztowany w Chrzanowie, a w dniach 22–23 października sądzony w Krakowie pod zarzutem wzywania do obalenia państwa (uniewinniony na podstawie zeznań).
Na stopień podporucznika rezerwy został mianowany ze starszeństwem z dniem 1 stycznia 1937 i 1528. lokatą w korpusie oficerów piechoty.
W październiku 1939 współtworzył PZW. W 1940 przystąpił do Syndykalistycznej Organizacji „Wolność”. 12 czerwca 1940 został aresztowany przez Gestapo, a następnie uwięziony w obozie koncentracyjnym Sachsenhausen (numer obozowy 17710), gdzie zmarł 19 stycznia następnego roku z powodu następstw zakażenia rany. Pochowany w zbiorowej kwaterze tzw. U1/U2 berlińskiego cmentarza Altglienicke.